# Teilungsfehler
Bei der Anwendung von Geräten zur Messung einzelner Winkel werden die eingebauten Teilkreise stets als fehlerfrei vorausgesetzt. Diese Voraussetzung trifft nicht streng zu; auch die besten Teilkreise sind nicht völlig fehlerfrei. Bei den in der Technik notwendigen Winkelbestimmungen ist eine Prüfung der Teilkreise im Allgemeinen nicht erforderlich. Bei exakten Messungen jedoch müssen die Teilungsfehler berücksichtigt werden.

## Einzelteilungsfehler
Der Einzelteilungsfehler einer Teilung ist der Unterschied zwischen dem Istwert und dem Sollwert eines Teilungsintervalls.

## Summenteilungsfehler
Der Summenteilungsfehler ist der Unterschied zwischen dem Istwert und dem Sollwert der von demselben Teilstrich aus gebildeten Folgen von Teilungsintervallen. Er ist also gleich der Summe der Einzelteilungsfehler der in der Folge enthaltenen Teilungsintervalle.

## Teilungssprung
Der Teilungssprung ist der Unterschied zweier aufeinanderfolgender Teilungsintervalle. Er entspricht also dem Unterschied zweier aufeinanderfolgender Einzelteilungsfehler.

## Gruppenteilungsfehler
Der Gruppenfehler einer Teilung oder Gruppenteilungsfehler ist der Unterschied zwischen dem Istwert und dem Sollwert einer Gruppe aufeinanderfolgender Teilungsintervalle. Er ist gleich der Summe der Einzelteilungsfehler der zu der Gruppe gehörenden Teilungsintervalle bzw. gleich der Differenz der zu den begrenzenden Teilstrichen gehörenden Summenteilungsfehler.

## Gesamtfehler einer Teilung
Der Gesamtfehler einer Teilung ist der größte für eine beliebige Gruppe aufeinanderfolgender Teilungsintervalle vorhandene Gruppenteilungsfehler. Er ist gleich der Ausschlagsweite der Summenfehlerkurve.